# Walka kogutów (1894)
Walka kogutów – amerykański film niemy w reżyserii Williama K.L. Dicksona.